# 8161 Newman
8161 Newman (1990 QP3) là một tiểu hành tinh vành đai chính.